# Adriano Gerlin da Silva
Adriano Gerlin da Silva, född 20 september 1974, är en brasiliansk tidigare fotbollsspelare.
I mars 1993 blev han uttagen i Brasiliens trupp till U20-världsmästerskapet 1993.